# Trimerotropis melanoptera
Trimerotropis melanoptera es una especie de saltamontes perteneciente a la familia Acrididae. Se encuentra en Norteamérica y Centroamérica. Vive en zonas bajas, en valles, generalmente en pastizales ralos. A veces se lo encuentra en grandes números cerca del ganado.